# トレ (チャガタイ家)
トレ（Töre、モンゴル語: Төрэ、中国語: 禿剌、? - 1309年）は、チャガタイの孫のブリの曾孫で、モンゴル帝国の皇族。『元史』などの漢文史料では禿剌、ペルシア語史料である『ヴァッサーフ史』ではトレ・オグル(تولا اغولTūlā aghūl)と記される。

## 概要
『元史』ではチャガタイの四世孫であり威遠王忽都鉄木児の息子とするが、『元史』は短い製作期間に起因する校正の杜撰さが屡々指摘されており、『ヴァッサーフ史』の記す「ブリの子アフマドの子シャーディーの子」という記述がより正しいと見られる。アフマドはチャガタイ・ウルスの内紛の最中バラクによって殺されており、その子供達は1270年代に戦乱を避けて大元ウルスの河西地方に逃れてきていた。
大徳11年（1307年）、テムルが亡くなると当時実権を握っていたブルガン・ハトゥンは安西王アナンダを擁立しようと画策した。テムルの息子のデイシュが父に先立って亡くなった後、血統の上ではテムルの兄のダルマバラの息子達（カイシャン、アユルバルワダ）が次代カアンの最有力候補であったが、彼等が帝位に即くのを嫌ったブルガンによってカイシャンはカイドゥとの戦いの最前線に、アユルバルワダは母のダギと共に懐孟に流されていた。
ブルガンの専権に反発を抱いていたタルハン丞相らによってダルマバラの遺児を擁立する動きが生じると、これに乗じてアユルバルワダはトレと協力してクーデターを起こし、トレはブルガン派の官僚のアクタイを捕縛する功績を挙げた。これによって一時はアユルバルワダが全権を得たものの、これとは別にカイシャンがモンゴリアにおいて諸王の支持を得て擁立され南下してきたため、最終的にはカイシャンがカアンに即位することとなった。
カイシャンはトレの功績を認め、最高ランクである「越王」に封じ、金印を与えて紹興路をトレの分地とした。しかしトレはこの地位に飽き足らず、カアンたるカイシャンを軽んじる言動を繰り返したため、カイシャンよりその異志を疑われるようになった。
至大2年（1309年）春、カイシャンは楚王ヤクドゥ、丞相トクト、平章チイン・テムルらに命じてトレを尋問させ、遂にトレは誅された。トレの死後、息子のアラトナシリは当初父の封号（越王位）を受け継ぐことはできなかったが、天暦の内乱時に大都派についてトク・テムル即位に尽力した功績によって越王に封ぜられている。
『元史』の特徴として諸王に関する列伝が殆ど立てられていないことが挙げられるが、トレに関しては例外的に列伝が立てられている。他に諸王の中で列伝が立てられているのはベルグタイ、ジョチ、ヤクドゥ、コンチェク・ブカ、テムル・ブカのみである。

## ブリの子のアフマドの子孫
『元史』巻117禿剌伝ではトレの息子としてアラトナシリ（西安王阿剌忒納失里）の名前のみを記しているが、『元史』巻43順帝本紀6にはダルマという息子がおり、アラトナシリの西安王位を継いだことが記されている
- チャガタイ(Čaγatai, 察合台／چغتاى Chaghatāī)
  - モエトゥケン(Mö'etüken,／مواتوكان Muwātūkān)
    - ブリ(Büri,不里／بورى Būrī)
      - アフマド(احمد Aḥmad)
        - ババ大王(Baba,八八／باباBābā)
          - ハビル・テムル王(Habil-temür,合賓帖木児?／Hābīr tīmūr)
          - カビル・テムル王(Qabil-temür,合賓帖木児?／Qābīr tīmūr)
          - ユルトゥズ・テムル王(Yultuz-temür,允禿思帖木児／Yūldūz tīmūr)

        - シャーディー(『集史』:ساتیSātī／『ヴァッサーフ史』:شادیŠādī)
          - 越王トレ(Töre,禿剌／تولا اغولTūlā aghūl)
            - 豫王アラトナシリ(Aratnaširi,阿剌忒納失里)
            - 西安王ダルマ(Darma,答児麻)